# Szczuczje (rejon liskiński)
Szczuczje (ros. Щучье) – wieś (sieło) w Rosji, w obwodzie woroneskim, w rejonie liskińskim. W 2010 liczyła 1029 mieszkańców.